# Ivenack
Ivenack es una localidad y comuna rural situada en el distrito de Mecklemburgo-Pomerania Occidental y cantón de Stavenhagen, en Mecklemburgo-Pomerania Occidental, al noreste de Alemania.

## Hermanamientos
- Yvignac-la-Tour, Francia